# Coleophora textoria
Coleophora textoria é uma espécie de mariposa do gênero Coleophora pertencente à família Coleophoridae.